# Lok (Słowacja)
Lok – wieś (obec) na Słowacji położona w kraju nitrzańskim, w powiecie Levice. Pierwsze wzmianki o miejscowości pochodzą z roku 1286. 
Według danych z 2019 roku, wieś zamieszkiwały 951 osoby.
W 2001 roku rozkład populacji względem narodowości i przynależności etnicznej wyglądał następująco:
- Słowacy – 79,01%
- Czesi – 0,49%
- Romowie – 2,46%
- Rusini – 0,2%
- Węgrzy – 17,14%

Ze względu na wyznawaną religię struktura mieszkańców kształtowała się w 2001 roku następująco:
- Katolicy rzymscy – 60,69%
- Grekokatolicy – 0,89%
- Ewangelicy – 13%
- Husyci – 0,1%
- Ateiści – 10,64%
- Przedstawiciele innych wyznań – 0,1%
- Nie podano – 1,77%